# Perenniporia fraxinophila
Perenniporia fraxinophila är en svampart som först beskrevs av Peck, och fick sitt nu gällande namn av Leif Ryvarden 1972. Perenniporia fraxinophila ingår i släktet Perenniporia och familjen Polyporaceae.   Inga underarter finns listade i Catalogue of Life.

## Bildgalleri

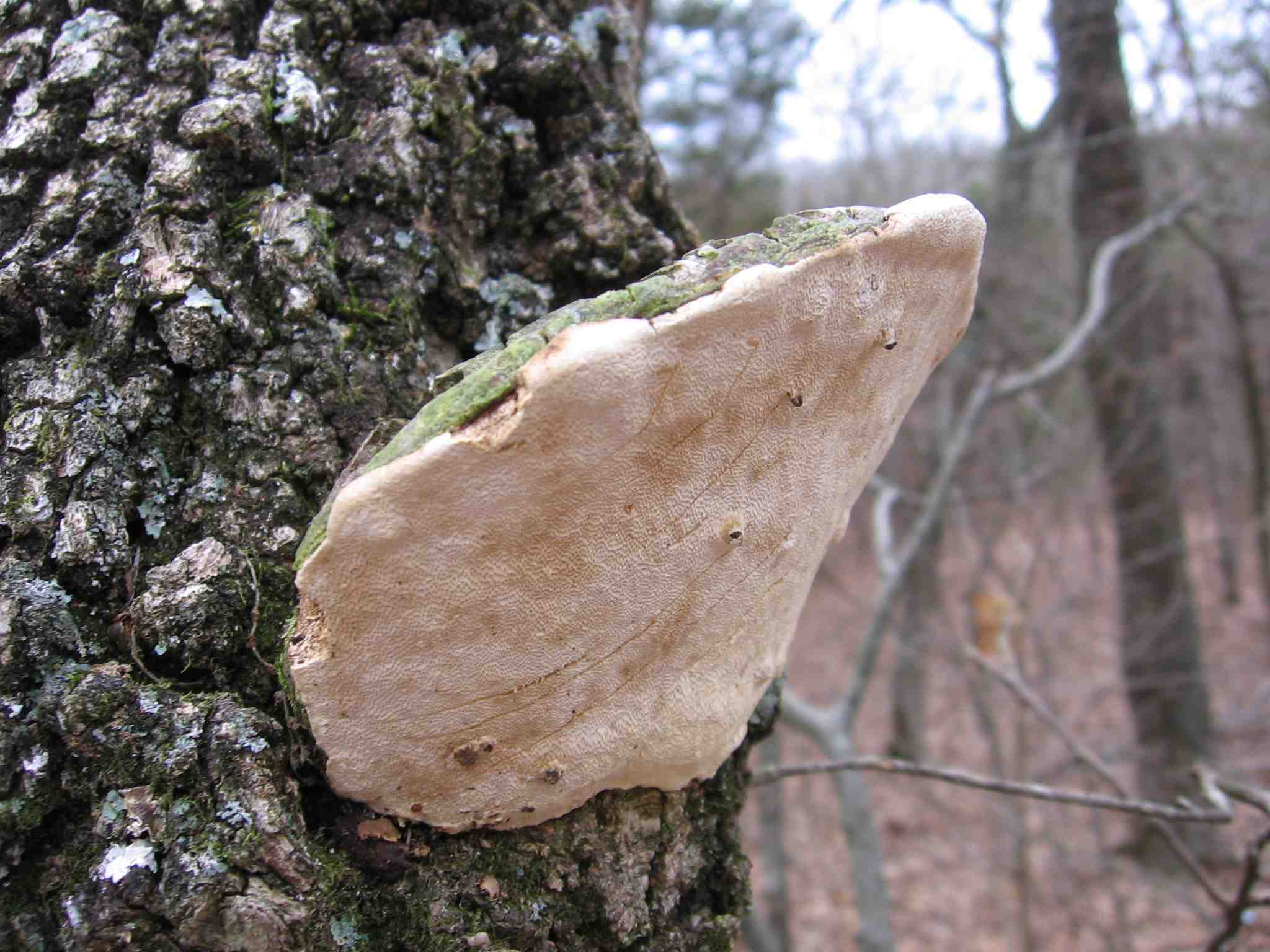